# Karel III. Francouzský
Karel III. Francouzský (17. září 879 – 7. října 929 Péronne), zvaný též Prostý či Prosťáček (Simplex), byl v letech 898 až 923 západofranským králem z dynastie Karlovců. Jeho otec Ludvík II. Koktavý zemřel ještě před jeho narozením, Karel tak byl pohrobkem. Matkou Karla III. byla druhá Ludvíkova manželka Adéla z Frioul.
Po smrti Karlova nevlastního bratra Karlomana II. v roce 884 byl uvolněný trůn šlechtou nabídnut východofranskému králi Karlovi Tlustému. Po jeho sesazení si šlechta naopak v roce 888 zvolila za svého krále Oda Pařížského, příslušníka místního šlechtického rodu. Ten si ale brzy některé příznivce znepřátelil rozšiřováním svého majetku a také posilováním královské moci. Proto vznikla šlechtická opozice v čele s remešským arcibiskupem Fulkem, který roku 893 korunoval Karla III. jako protikrále.
Veškerou šlechtou byl Karel III. uznán za západofranského krále po Odově smrti v roce 898. V roce 911 obdržel po porážce Normanů území okolo Rouenu a na pravém dolní břehu Seiny, díky čemuž přestaly neustálé útoky vikinských nájezdníků na říši. Téhož roku, po vymření východofranských Karlovců, získal také Lotharingii, které později ubránil před útoky Konráda I.
V roce 922 se část šlechty vzbouřila a zvolila si za svého krále Roberta, mladšího bratra někdejšího západofranského krále Odona. Roku 923 byl v bitvě u Soissons Robert zabit, nicméně Karel III. byl sesazen a uvězněn hrabětem Heribertem II. z Vermandois. Novým králem byl zvolen Rudolf Burgundský. Karlova manželka Edwiga z Wessexu se synem Ludvíkem stačili uprchnout do Anglie.
Karel III. zemřel na podzim 929 ve vězení v Péronne, kde byl také pohřben.

## Potomci
Karlovou první manželkou byla Frederuna (svatba 907), sestra biskupa z Châlons-en-Champagne. Po její smrti se oženil s Edwigou, dcerou anglického krále Eduarda I.
- Potomci s první manželkou Frederunou
  - Ermentruda, manžel Gottfried z Jülichu
  - Frederuna
  - Adelaida
  - Gisela
  - Rotruda
  - Hildegarda

- Potomci s druhou manželkou Edwigou z Wessexu
  - Ludvík IV. Francouzský (920–954), západofranský král